# 겔화점
겔화점(영어: gel point)은 고분자화학에서 중합 성분을 함유한 용액의 점성의 급격한 변화 지점이다. 젤화점이라고도 한다. 겔화점에서 용액은 유동성 손실로 반영되는 겔화를 겪는다. 겔화는 2차원 또는 3차원 네트워크를 형성할 수 있는 가교체를 포함하는 중합의 특징이다.

## 같이 보기
- 겔
- 겔화

## 더 읽을거리
- Rudin, Alfred; Choi, Phillip (2012). 《The Elements of Polymer Science and Engineering, 3rd Edition》. Elsevier Science. 410쪽. ISBN 9780123821782.